# Gouvernorat de Karak
Le gouvernorat de Karak est un gouvernorat de la Jordanie.
Sa population est estimée à 239 000 habitants en 2010.

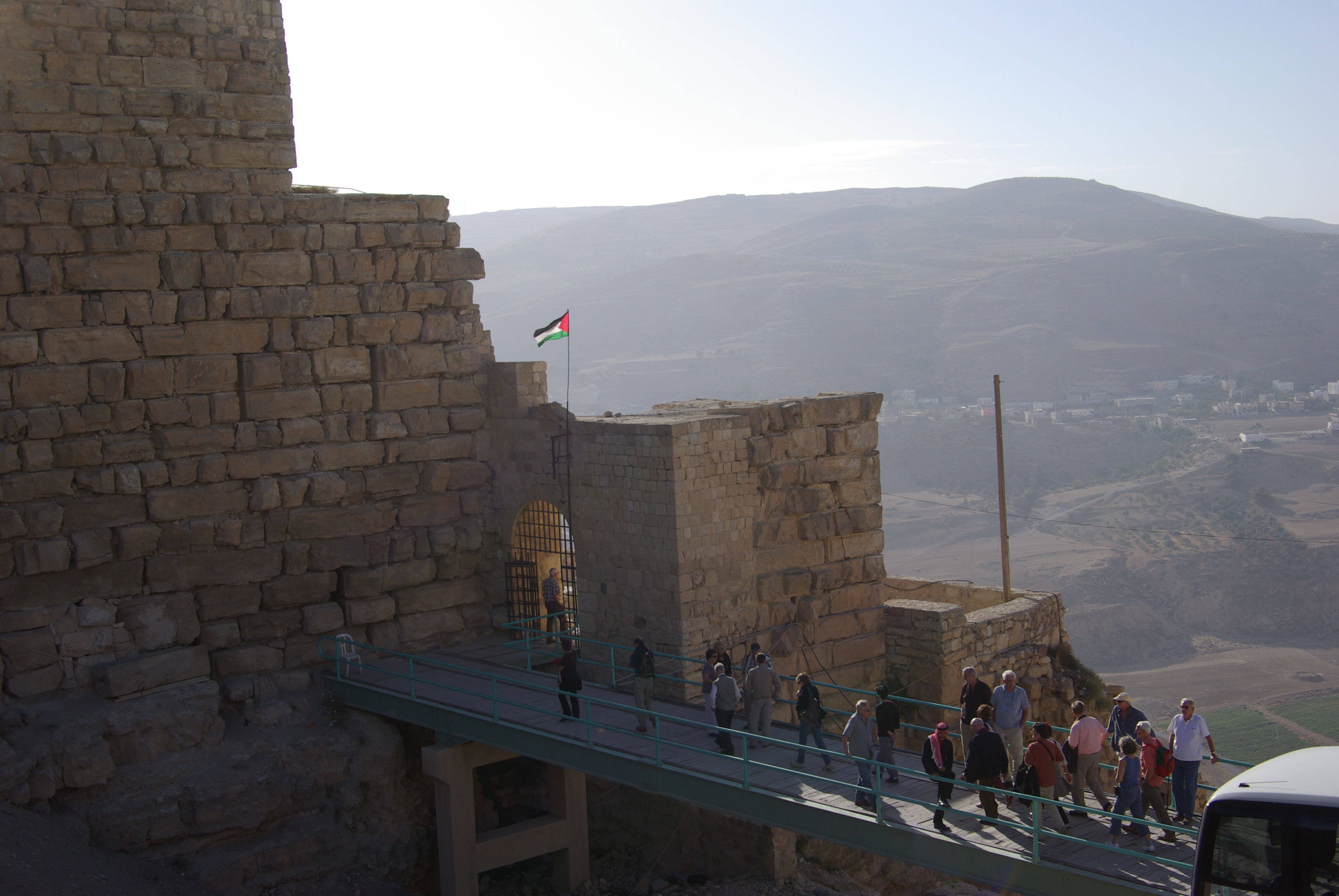
Le château des croisés de Kerak à Al Karak est l'un des plus grands châteaux de la région du Levant